# Bice Neppi
Bice Rachele Lia Neppi (coniugata Pincherle Muratori; Ferrara, 5 agosto 1880 – Milano, 15 giugno 1968) è stata una farmacologa italiana.

## Biografia
Nacque da Clemente, imprenditore, e da Ernesta Bassani. Dopo aver conseguito il diploma in Farmacia all'Università degli Studi di Ferrara, nel 1904 si laureò in chimica all'Università di Bologna, e nel 1912 conseguì il diploma di Ufficiale Sanitario a Pavia. Fu una tra le prime donne italiane a laurearsi in Chimica, nonché la prima ad insegnare al Politecnico di Milano, dove ottenne la libera docenza di Chimica tecnologica delle fermentazioni nel 1916.
Prima di giungere al Politecnico milanese, Neppi aveva insegnato dal 1908 al 1913 Igiene alla Scuola Agraria femminile di Niguarda, che all'epoca si trovava fuori Milano. Dopo aver terminato l'esperienza all'agraria fu assunta alla Scuola Professionale femminile della Società Umanitaria di Milano dove insegnò Fisica. Il 20 gennaio 1916 fu assunta al Politecnico di Milano. Fu qui che incontrò Gustavo Pincherle Muratori che sposò il 19 luglio 1918. Il marito morì dieci anni dopo a Trieste, annegando, mentre cercava di salvare una donna anziana caduta in mare.
Durante la sua carriera si concentrò sull'opoterapia, una branca della farmacologia che comprende cure basate su prodotti di origine animale. Fece inoltre parte dell'Istituto sieroterapico milanese. A causa delle sue origini ebraiche, nel 1938 fu espulsa dal Politecnico di Milano in seguito alla promulgazione delle leggi razziali fasciste. Si rifugiò così a Novi Ligure presso Giuseppe Caraccia, proprietario dell'azienda farmaceutica Bioindustria, che l'assunse sotto falso nome come dirigente. Durante la seconda guerra mondiale si nascose nell'alessandrino, dove proseguì le sue ricerche che nel dopoguerra la condussero alla scoperta dell'estratto surrenalico opoterapico Emazian, presso la L.I.M. (Laboratorio Italiano Medicinali), fondata da Giuseppe Caraccia nel 1932, che in seguito assumerà la denominazione Bioindustria Farmaceutici SpA ed infine Bioindustria L.I.M. SpA. Dopo varie vicissitudini, nel 1995 la licenza di produzione dell'Emazian è stata venduta alla Pfizer che ne ha continuata la vendita.
Morì nel 1968. È sepolta nel cimitero ebraico di Ferrara.

## Pubblicazioni selezionate
- I fermenti dell'organismo animale, Ferrara, 1906.
- Il tellurito potassico sulle azioni fermentative, in Rassegna di bacterio-opo e sieroterapia, IV, n. 2, 1908.
- Sulla precipitazione di alcuni liquidi fermentativi con tannino e idrato di ferro colloidale, in Biochimica e terapia sperimentale, II, n. 9, 1910.
- L'inibizione dell'azione catalica di alcuni metalli colloidali, in Biochimica e terapia sperimentale, V, n. 6, 1913.
- Per un metodo di dosaggio dei fermenti proteolitici, in Bollettino chimico farmaceutico, n. 10, maggio 1915.
- Gli studi fermentologici e loro applicazioni nelle industrie relative, in L'industria, XXX, 1916,  pp. 171-173, 187-189, 205-206, 219-220.
- Le così dette vitamine, in Giornale di chimica industriale e applicata, n. 10, 1920,  pp. 573-580.
- Perché opoterapia?, in Bollettino chimico farmaceutico, n. 23, dicembre 1920.
- Intorno alla standardizzazione della ghiandola tiroide, in Bollettino chimico farmaceutico, n. 8, aprile 1925.
- La sterilizzazione dei prodotti opoterapici e la standardizzazione dei medesimi, in Bollettino chimico farmaceutico, n. 15, agosto 1926.
- Nuovi aspetti del problema delle vitamine, in Giornale di chimica industriale e applicata, n. 8, 1926,  pp. 432-437.
- Cose vecchie e nuove intorno all'opo- e ormonoterapia, in Giornale di chimica industriale e applicata, n. 7, 1930,  pp. 341-347.
- Per giudicare del potere antisettico di un composto, in Bollettino dell'Istituto sieroterapico milanese, n. 11, novembre 1934.